# Il sale della terra (parabola)
Il sale della terra è una delle parabole di Gesù, riportata dal Vangelo secondo Marco e dal Vangelo secondo Matteo.
Nel Vangelo secondo Marco, Gesù si trova in casa a Cafarnao e ammaestra i suoi discepoli; tra le altre cose dice loro:
(Mc 9,50)
Il Vangelo secondo Matteo riprende ed estende la parabola contenuta nel vangelo marciano; qui la parabola è pronunciata nel corso del Discorso della Montagna quando, subito dopo aver completato le beatitudini, Gesù dice:
(Mt 5,13)
Successivamente, Gesù dice ai discepoli che sono «la luce del mondo» e prosegue raccontando la parabola della lampada.